# І не лишилось жодного (серіал, 2015)
І не лишилось жодного (англ. And Then There Were None) — британський драматичний трилер мінісеріал, знятий на основі однойменного роману Агати Крісті, який транслювали на телеканалі «BBC One» із 26 до 28 грудня 2015 року.

## Сюжет
У серпні 1939 року на Солдатський ізольований острів, що біля узбережжя графства Девона, було запрошено вісім людей, які не знають одне одного. Вони з різних верств суспільства, різного віку. Кожен із них отримав листа від когось із давніх знайомих. На острові їх зустрічає родина гувернантів Роджерс. Вони розташовуються в будинку, чекаючи на господарів — містера та місіс Онім.

## Список епізодів
| № | # | Назва     | Режисер        | Сценарист  | Дата трансляції на BBC One | Глядачі (млн.) |
| - | - | --------- | -------------- | ---------- | -------------------------- | -------------- |
| 1 | 1 | «Серія 1» | Крейг Вівейрос | Сара Фелпс | 26 грудня 2015             | 6,01 (уночі)   |
| 2 | 2 | «Серія 2» | Крейг Вівейрос | Сара Фелпс | 27 грудня 2015             | 5,14 (уночі)   |
| 3 | 3 | «Серія 3» | Крейг Вівейрос | Сара Фелпс | 28 грудня 2015             | 5.31 (уночі)   |